# Hadrodactylus nigricaudatus
Hadrodactylus nigricaudatus là một loài tò vò trong họ Ichneumonidae.